# Slow (cântec)

Kylie în videoclipul piesei

Slow este o melodie pop-dance compusă de Kylie Minogue, Mr. Dan și Emilíana Torrini pentru al nouălea album de studio a lui Minogue, Body Language (2003). A primit o recenzie pozitivă de la criticii de specialitate, și a devenit un succes, ajungând pe locul 1 în Australia, Danemarca, Marea Britanie, Spania, România și top 10 în Belgia, Germania, Italia, Noua Zeelandă și Taiwan. În Statele Unite a avut succes în topul muzicii dance, atingând prima poziție, devenind totuși a doua ei melodie care se oprește pe locul 91 în Billboard Hot 100. Melodia a fost nominalizată la premiile Grammy la categoria „Cea mai bună înregistrare dance”, fiind a treia ei nominalizare consecutivă la această categorie.